# Óriástúzok

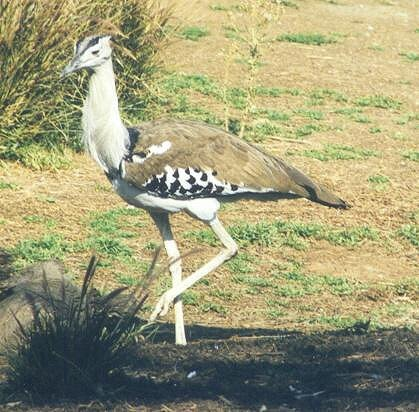

Az óriástúzok vagy más néven kori-túzok (Ardeotis kori)   a madarak osztályába, azon belül a túzokalakúak (Otidiformes) rendjébe és a túzokfélék (Otididae) családjába tartozó faj.

## Elterjedése, élőhelye
Kelet- és Dél-Afrika füves pusztáin ma is nagy területen elterjedt faj.

## Alfajai
- Ardeotis kori kori (Burchell, 1822) – Angola, Botswana és a  Dél-afrikai Köztársaság területén honos.
- Ardeotis kori struthiunculus (Neumann, 1907) – Tanzánia, Szomália, Kenya és Etiópia

## Megjelenése
A túzokfélék közül ez a legtermetesebb faj. Testmagassága 120 centiméter, tömege 11-19 kilogramm. Egyike a legtestesebb, még éppen röpképes madárfajoknak.
Tollazat testének java részén sötétbarna, de feje, nyaka és hasa világosabb színű, fehér vagy világosszürke. A tojó tollazata némileg fakóbb, mint a hímé. Feltűnő ismertetőjegye hosszú, erős lába.

## Életmódja
Monogám faj, egész évben állandó párokban él. 
Meglehetősen éber és félénk madár. A nyílt területeken lassú, megfontolt léptekkel halad és közben állandóan figyeli környezetét.
Többnyire a futómadarakhoz hasonló módon él, de veszély esetén nagy testsúlya ellenére viszonylag könnyen a levegőbe tud emelkedni. Testtömege a röpképesség felső határához közelít, ennél nagyobb tömeget már nem lehetne a levegőbe emelni. Repülni tudását minden bizonnyal elősegíti, hogy szárnya mintegy 60 centiméter hosszú kézevezőtollainak gerince sokkal erősebb, mint más fajoké, illetve mint ami a testméretének arányaiban elképzelhető lenne.
Vegyes táplálkozású faj, étrendjében a növényi eredetű táplálék (fűfélék, magvak) éppúgy megtalálhatóak, mint az állati eredetű dolgok (rovarok, kisebb hüllők).

## Szaporodása
Szaporodási időszaka a száraz évszak végére esik.
A kakasok a párzást megelőző dürgéskor szárnyaikat enyhén leeresztve, faroktollaikat meredeken felcsapva násztáncot járnak. Feszes, imponáló testtartással vonulnak a birtokba vett területükön. Közben leginkább a struccalkatúakra jellemző mély, doboláshoz hasonló hangot hallatnak.
A tojó fészkét talajmélyedésekbe építi. Fészekaljanként 1-2 tojást rak, melyeken 20-28 napig kotlik. 
A fiókák fészekhagyók és kikelésük után néhány órán belül elhagyják a fészek környékét, követve anyjukat a szavannán. Életük első két hetében a nőstény eteti őket, ezután már önállóan tudnak táplálékot keresni. Nagyjából öthetes korukra lesznek a fiatal túzokok röpképesek, de még néhány hétig ezután is az anyjukkal maradnak. 
Ivarérettségét az óriástúzok 4-5 éves korára éri el, várható maximális élettartama 30 év körüli.

## Képek

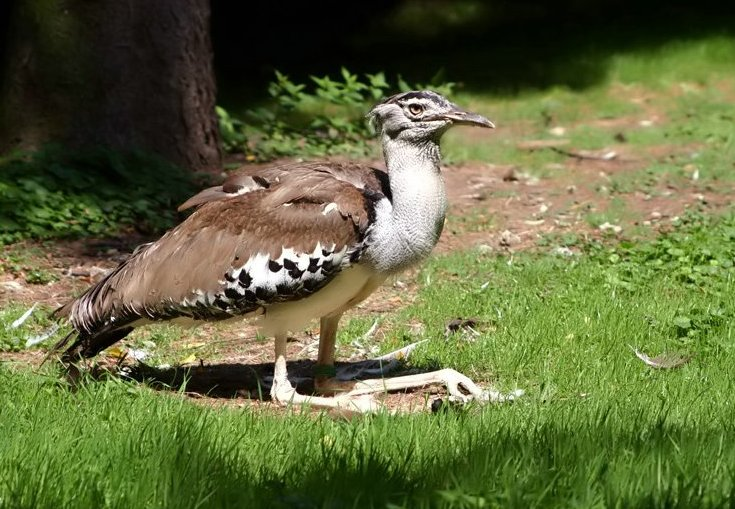
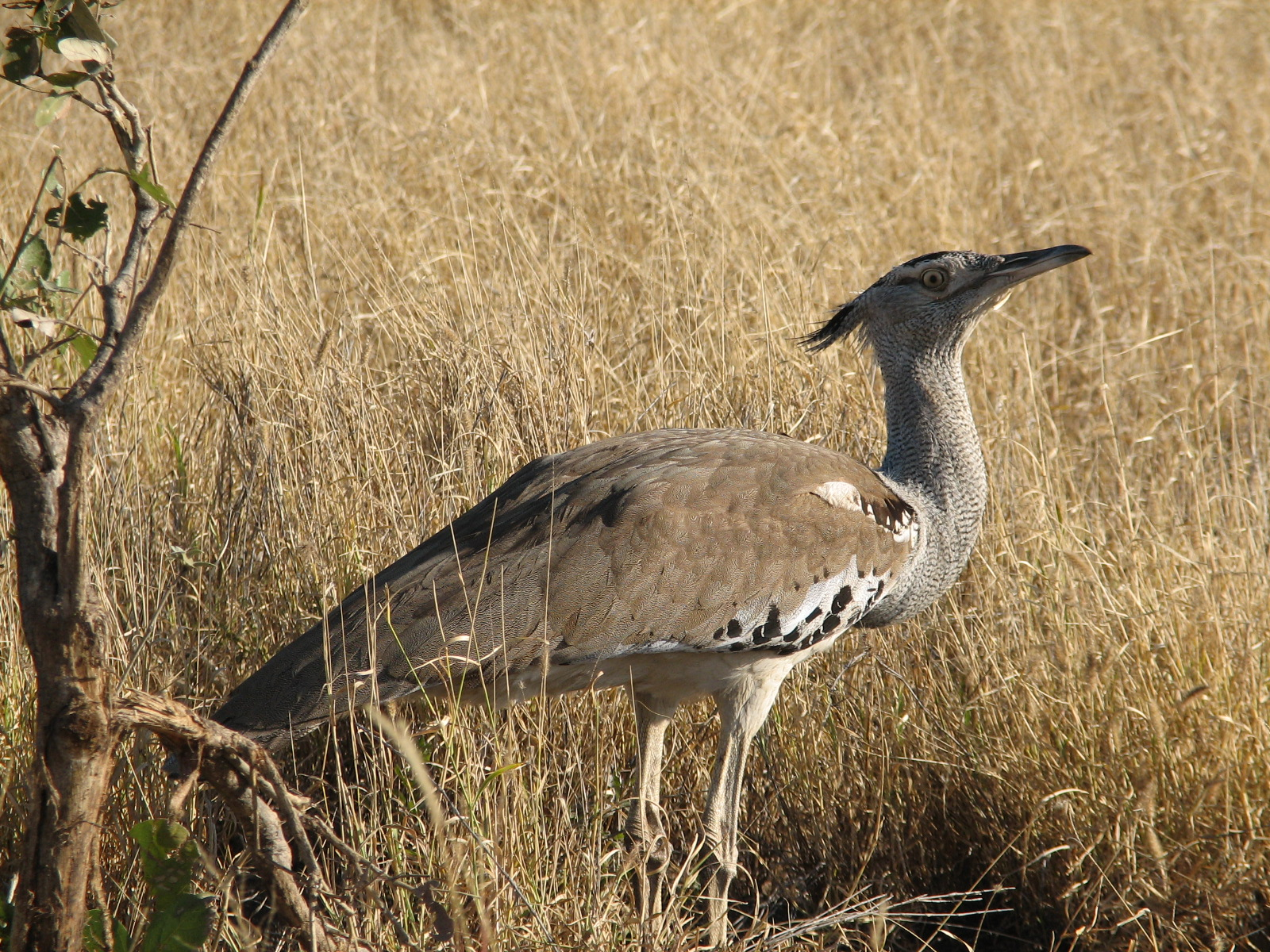
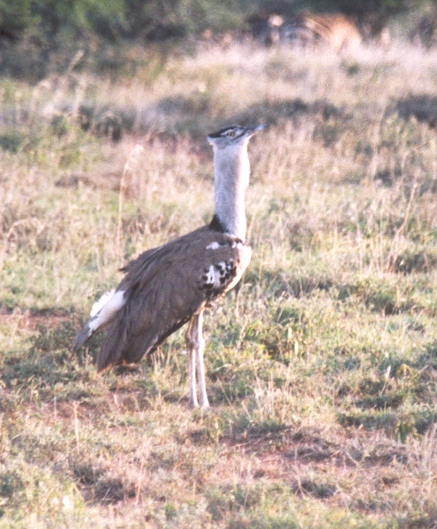
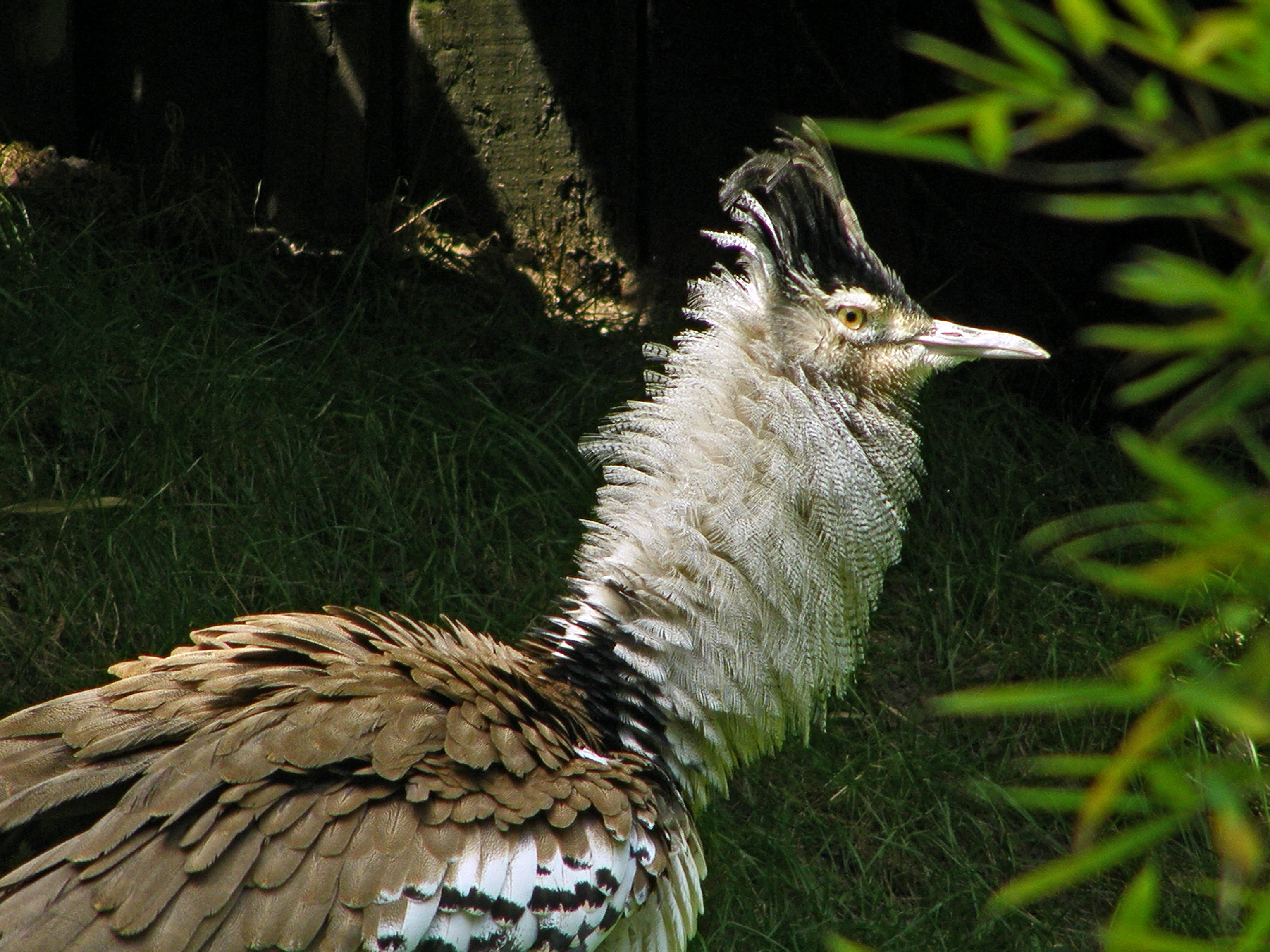

## Fordítás
- Ez a szócikk részben vagy egészben a Riesentrappe című német Wikipédia-szócikk ezen változatának fordításán alapul.  Az eredeti cikk szerkesztőit annak laptörténete sorolja fel. Ez a jelzés csupán a megfogalmazás eredetét és a szerzői jogokat jelzi, nem szolgál a cikkben szereplő információk forrásmegjelöléseként.